# Маре, Стив
Стивен Ирвинг "Стив" Маре (англ. Steven Irving "Steve" Mahre, род. 10 мая 1957 года, Якима) — американский горнолыжник, призёр Олимпийских игр, чемпион мира, победитель этапов Кубка мира. Наиболее удачно выступал в слаломе. Брат-близнец олимпийского чемпиона Фила Маре.
В Кубке мира Маре дебютировал 27 января 1976 года, в марте 1978 года одержал свою первую в карьере победу на этапе Кубка мира, в слаломе. Всего имеет на своём счету 9 побед на этапах Кубка мира, 6 в слаломе, 2 в гигантском слаломе и 1 в комбинации. Лучшим достижением в общем зачёте Кубка мира, является для Маре 3-е место в сезоне 1981/82.
На Олимпийских играх 1976 года в Инсбруке занял 13-е место в гигантском слаломе.
На Олимпийских играх 1980 года в Лейк-Плэсиде занял 15-е место в гигантском слаломе, а также стартовал в слаломе, но сошёл в первой попытке.
На Олимпийских играх 1984 года в Сараево завоевал серебряную медаль в слаломе, 0,21 секунду уступив в борьбе за золото своему брату-близнецу Филу, кроме того был 17-м в гигантском слаломе.
За свою карьеру участвовал в четырёх чемпионатах мира, на чемпионате мира 1982 года стал чемпионом в гигантском слаломе.
Завершил спортивную карьеру в возрасте 26 лет в марте 1984 года вместе с братом.

## Победы на этапах Кубка мира (9)
| № | Сезон   | Дата            | Место                   | Дисциплина            |
| - | ------- | --------------- | ----------------------- | --------------------- |
| 1 | 1977/78 | 4 марта 1978    | Стрэттон-Маунтин        | Слалом                |
| 2 | 1980/81 | 11 января 1981  | Гармиш-Партенкирхен     | Слалом (2)            |
| 3 | 1981/82 | 14 декабря 1981 | Кортина-д’Ампеццо       | Слалом (3)            |
| 4 | 1981/82 | 14 февраля 1982 | Гармиш-Партенкирхен     | Слалом (4)            |
| 5 | 1981/82 | 14 февраля 1982 | Гармиш-Партенкирхен     | Комбинация            |
| 6 | 1981/82 | 13 марта 1982   | Ясна                    | Гигантский слалом     |
| 7 | 1981/82 | 17 марта 1982   | Бад-Клайнкирххайм       | Гигантский слалом (2) |
| 8 | 1982/83 | 4 января 1983   | Парпан                  | Слалом (5)            |
| 9 | 1982/83 | 6 февраля 1983  | Санкт-Антон-ам-Арльберг | Слалом (6)            |